# Casa-fàbrica Castanyer
La casa-fàbrica Castanyer era un conjunt d'edificis situats al carrer de Sant Pere més Alt i el carreró de l'Hort d'en Favà (actualment carrer d'Ortigosa), del que es conserva l'anomenada Casa Castanyer, catalogada com a bé cultural d'interès local.

## Història
En aquest indret hi havia la casa de Gaietà de Gispert i Seriol (†1803), doctor en dret i regidor perpetu de l'Ajuntament de Barcelona, a més de reputat violinista i protector de Ferran Sor. La seva vídua Victòria Ardèvol i Matas la va establir en emfiteusi al fabricant d'indianes Josep Castanyer i Codina (1749-1830), que el juliol del 1805 sol·licità llicència per a enderrocar-la i edificar-hi una de nova. Encara que el plànol adjunt a la sol·licitud no presenta signatura, la seva qualitat dona a entendre que és obra d'un arquitecte amb coneixements acadèmics, que alguns autors identifiquen amb Ignasi March (1757-1811). L'obra ja era acabada el 1807.
Josep Castanyer fou succeït pel seu fill Joaquim Castanyer i Molet (1804-1858), que el 1843 va adquirir en emfiteusi la casa veïna del número 29 a les germanes Rosa i Gaietana Montaner i Morgades, filles del difunt cirurgià Andreu Montaner i Virgili, nebot del també cirurgià Pere Virgili. A la seva mort, la propietat passà a mans de la seva vídua Consol de Moragas i de Quintana, marquesa de Moragas.
Durant la Segona República, la casa acollí les dependències de l'Atheneum Polytecnicum, una institució docent i cultural obrerista. A la dècada del 1950, les «quadres» situades al fons de la parcel·la, així com la finca del núm. 29, foren enderrocades per a la construcció de sengles edificis de nova planta.
En l'actualitat, el casal està dividit en diverses propietats, i el 2003, la Sala Rodona i dependències annexes, malmeses per un incendi als anys 1980, van ser restaurades per Reyes Jiménez de Garnica.

## Descripció
Es tracta d'un edifici de planta baixa amb altell, planta noble, dos pisos i terrat transitable. L'accés principal dona pas a una àmplia zona de vestíbul i a un pati central quadrangular de grans dimensions, on arrenca l'escala noble d'accés a la planta noble.
La façana estructura les seves obertures en eixos verticals de ritme regular: portals a la planta baixa, balcó corregut a la planta noble i balcons en voladís al primer i segon pis. Els murs de la façana principal estan totalment revestits amb un aplacat de pedra de Montjuïc simulant un aparell regular que, entre els eixos d'obertures, es presenta motllurat, formant quarterons ornamentals. La planta baixa s'obre al carrer per mitjà de tres portals de mig punt idèntics, emmarcats amb carreus encoixinats de gran plasticitat. Els dos portals laterals donen accés a les botigues de planta baixa, mentre que el portal central és l'entrada principal a la casa. La planta noble s'obre al carrer per mitjà de tres portes amb llinda i brancals motllurats, coronades per un arc cec ornat de traceries clàssiques. Aquestes portes queden tancades per un gran balcó corregut amb una barana de ferro fos interrompuda per pedestals de pedra i amb una llosana de pedra que enfaixa tota la planta. La primera planta i la segona presenten tres balcons cadascuna, amb llurs emmarcaments motllurats i tancats per baranes de ferro fos amb volada decreixent de pedra motllurada. L'edifici queda rematat per una cornisa motllurada d'escassa volada.
El pati central es troba al bell mig de l'edifici, connectat a la porta principal per un vestíbul. Aquest pati conté l'escala d'accés a la planta noble, protegida dins les crugies que envolten el pati, però visible a través d'una gran obertura en forma de serliana amb columnes jòniques amb capitell florit. El pati, exemplar únic a Barcelona, desenvolupa un llenguatge classicista monumental, però utilitza els motius ornamentals de manera poc ortodoxa en termes acadèmics. En aquest sentit, cal remarcar que les columnes estan mancades de basament, que el seu capitell no sosté un entaulament i que reposen sobre un fris ornat a base de discs i gotes dòriques.
La façana posterior al jardí elevat, que avui és un pati posterior de la casa, desenvolupa una major monumentalitat que la principal, amb un pòrtic d'ordre gegant de quatre semicolumnes jòniques de capitell florit i sense base que sostenen un entaulament que corre entre els pisos segon i tercer, inspirat en l'hôtel de Galliffet de París (1776-1792).

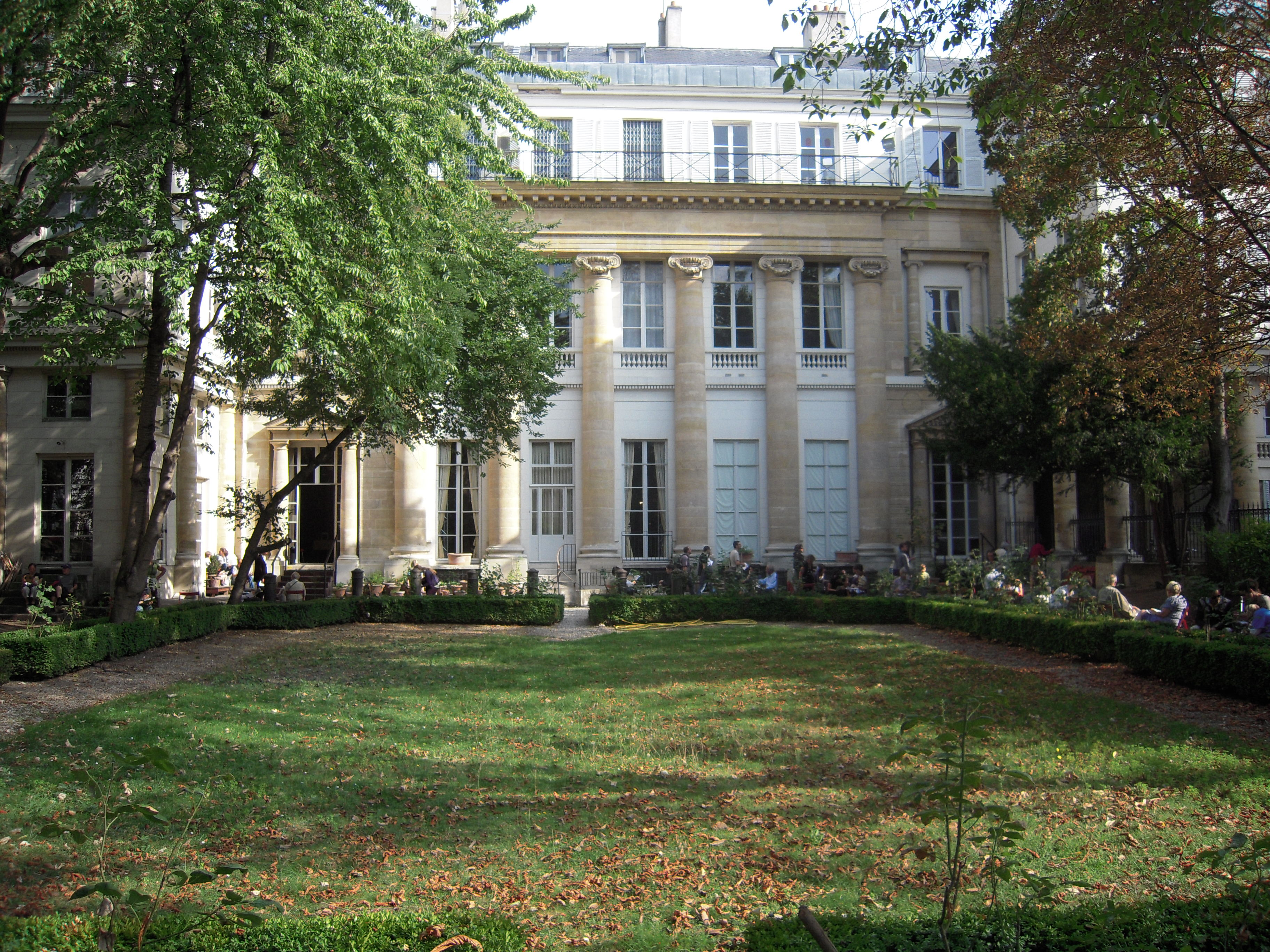
Hôtel de Galliffet a París

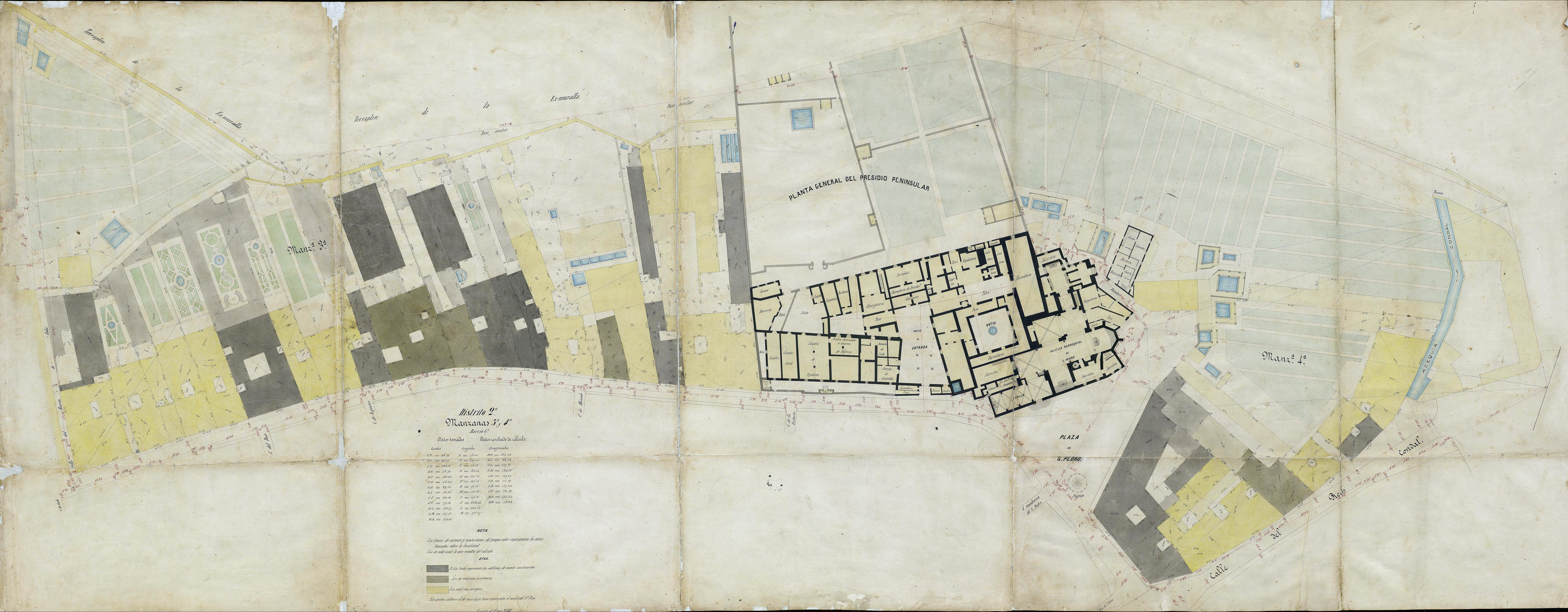
Quarteró núm. 40 de Garriga i Roca (c. 1860)

Originàriament, els interiors de la casa es presentaven vestits de manera excepcional, encara que s'ha perdut bona part de la decoració original de paraments i sostres, a excepció feta de la Sala Rodona (avui ocupada per un despatx professional) i d'algunes dependències secundàries. Situada en un extrem de la crugia de la façana al carrer de Sant Pere Més Alt, és un espai de dimensions relativament reduïdes (25 m²), però de gran interès artístic, per la seva excepcional morfologia i l'aparell decoratiu que recull. És una estança de planta quadrada en la qual s'inscriu un cercle fet d'envans de fusta, amb tres portes i una llar de foc flanquejades per columnes de guix que suporten la cornisa on reposa una cúpula rebaixada. Aquesta té una decoració pictòrica pompeiana sobre tela a base de garlandes florals, cariàtides, i camafeus amb busts de dones tocant instruments musicals. Les columnes presenten un capitell a base de fulles d'acant, però sense volutes i, com la resta de parets, estan decorades amb pintures que imiten jaspis i marbres de colors.